# Феранте Гонзага (1544 – 1586)
Вижте пояснителната страница за други личности с името Феранте Гонзага.
Феранте Гонзага (на италиански: Ferrante Gonzaga), известен също и като Фердинандо Гонзага (Ferdinando Gonzaga; * 28 юли 1544, Кастел Гофредо; † 13 февруари 1586, Милано, Миланско херцогство), от рода Гонзага (кадетски клон Гонзага ди Кастел Гофредо, Кастильоне и Солферино), италиански кондотиер и първи маркиз на Кастильоне. Баща е на Свети Алоизий Гонзага и е първи братовчед на Софонизба Ангуисола.

## Произход
Той е вторият син на Азоизио Гонзага (* 1494, † 1549), кондотиер и господар на Кастел Гофредо, Кастильоне и Солферино, и на съпругата му Катерина Ангуисола (* ок. 1508, † 1550). Има двама братя:
- Алфонсо (* 1541, † 1592), 2-ри маркиз на Кастел Гофредо, съпруг на Иполита Маджи;
- Орацио (* 1545, † 1587), маркиз на Софлерино, съпруг на Паола Мартиненго деле Пале

## Биография
Наследява феода Кастильоне след смъртта на баща си и на 20 март 1559 г. получава, чрез нунция Алесандро Помело, инвеститурата от император Фердинанд I Хабсбург за феода Кастильоне. През същата година Феранте заминава за Испания, където прекарва няколко години, за да завърши образованието си. През 1561 г. се завръща в Кастильоне. През 1565 г. той е във Виена, за да пледира пред императора каузата за владенията на Гонзага в Монферат.
През 1566 г. той отново е в Испания, където се влюбва в дона Марта Тана ди Сантена да Киери, дъщеря на барон Балдасаре и Анна Дела Ровере. На 15 ноември двамата се женят и след това се връщат в Кастильоне. Имат осем деца. На 9 март 1568 г. се ражда първородният му син Луиджи, бъдещ светец на Католическата църква. 
През 1570 г. Феранте се завръща в Испания, участва във войната в Гранада срещу маврите и остава там до 1571 г., когато получава титлата „маркиз“ от император Максимилиан II, и се подготвя да разшири резиденцията си. През 1577 г., за да избегне чумата, която също заразява Кастильоне, той пътува със семейството си до Монферат, където получава пристъп на подагра, което го принуждава да се подложи на дълги периоди на лечение. През 1579 г. е във Венеция, за да уреди въпроса за границите на двете държави.

През декември Феранте напуска Кастильоне със съпругата си за Казале, където е получил позицията на губернатор на Монферат от херцог Гулиелмо Гонзага, с трудната задача също така да укрепи военно града срещу поданиците, които смятат Гонзага за узурпатори. От 1582 до 1584 г. е в Испания и Португалия, докато здравословното му състояние не се влошава. През 1584 г. Феранте окончателно се завръща в земите си, докато най-големият му син Луиджи се оттегля в манастира „Света Мария“ в покрайнините на Кастильоне, отказвайки се от маркизата в полза на брат си Родолфо през 1585 г. 
Умира в Милано на 13 февруари 1586 г. на 41-годишна възраст. Тялото му пристига в Кастильоне деле Стивиере на 15 февруари вечерта и е погребано в малката църква на манастира „Свети Петър“. Според волята му на 17 февруари то е погребано в църквата „Свети Франциск“ в Мантуа – мавзолей на сем. Гонзага.

## Брак и потомство
∞ 15 ноември 1566 за дона Марта Тана ди Сантена да Киери (* 1550, Киери; 26 септември 1605, Солферино), дъщеря на барон Балдасаре Тана и Анна Дела Ровере, от която има седем сина и една дъщеря:
- Алоизий Гонзага (* 9 март 1568, Кастильоне; † 21 юни 1591, Рим), светец на Католическата църква, йезуитски монах, покровител на младежите и студентите, изоставя феода си заради религиозния живот;
- Родолфо Гонзага (* 7 март 1569, Кастильоне; † 3 януари 1593, Кастел Гофредо), втори маркиз на Кастильоне от 1586, маркиз на Кастел Гофредо от 1592, ∞ 29 октомври 1588 за Елена Алипранди (1573, † януари 1608, Мантуа), от която има 4 дъщери;
- Феранте Гонзага (* 15 април 1570 † 9 май 1577);
- Карло (Дидако) Гонзага (* 19 февруари 1572, † 23 август 1574);
- Изабела Гонзага (* 12 ноември 1574, † 5 октомври 1593), придворна дама в испанския двор;
- Франческо Гонзага (* 27 април 1577, Кастильоне; † 23 октомври 1616, Мадерно), трети маркиз на Кастильоне, ∞ 1598 в Прага за Бибиана фон Пернщайн (1578, † 17 февруари 1616, Кастильоне), от която има 3 сина и 5 дъщери;
- Кристиерно Гонзага (* 30 септември 1580, Кастильоне; † септември 1630, Солферино), маркиз на Солферино и настойник на своя племенник Луиджи, ∞ за Марчела Маласпина († 1630), от която има 3 сина;
- Диего Гонзага (* 30 септември 1582, Мадрид, † 19 август 1597, Кастильоне).